# ブレット・ロリン
ブレット・アンドリュー・ロリン（Brett Andrew Lorin, 1987年3月31日 - ）はアメリカ合衆国カリフォルニア州ラグーナニゲル出身のプロ野球選手(投手)。右投左打。

## 経歴
2008年のMLBドラフトでカリフォルニア州立大学からシアトル・マリナーズにアマチュア5巡目で指名され入団。
2012年に、第3回WBC予選のイスラエル代表に選出された。
2014年4月4日に、独立リーグであるアトランティックリーグのロングアイランド・ダックスと契約を結んだことが発表された。